# Witchfinder General
Witchfinder General ist eine englische Proto-Doom- und New-Wave-of-British-Heavy-Metal-Band aus Stourbridge, die im Jahr 1979 gegründet wurde, sich 1984 auflöste und seit 2006 wieder aktiv ist.

## Geschichte
Rod Hawkes, Phil Cope und Robert Hickmann, der später den Namen für die Band wählen sollte, kannten sich bereits seit Ende 1974, da sie zusammen dieselbe Schule besuchten. Mit Hickmann an der anderen E-Gitarre und dem Schlagzeuger Dave Potter, der später Cloven Hoof beitrat, spielten sie einige wenige Auftritte, ehe sie sich als Gruppe auflösten und anderen Projekten widmeten. Die Band trug den Namen Electrode, bei der Zeeb Parkes als Roadie fungierte. Die Gründung von Witchfinder General geht bis auf das Ende der 1970er Jahre zurück, als der Sänger Zeeb Parkes und der Gitarrist Phil Cope sich dazu entschieden, Lieder zusammen zu schreiben. Beide konnten zuvor schon in anderen Bands in den West Midlands Erfahrungen sammeln. Der Name Zeeb Parks war allerdings nur ein Pseudonym, ein Spitzname, den ihm Cope gegeben hatte. Parkes trug zu der damaligen Zeit oft schwarz-weiß gestreifte Rugby-Shirts, die Cope im orangefarbenen, flackernden Discolicht an ein Zebra erinnerten. Der Begriff wurde schließlich auf „Zeeb“ gekürzt. Gegen Ende 1978 hatten beide genügend Lieder geschrieben, um mit ihren ersten Auftritten Anfang 1979 zu beginnen. Dabei waren verschiedene Personen am Schlagzeug und Bass tätig, darunter auch Copes' Cousin als Schlagzeuger. Die Band konnte dabei nur bedingt ihre Bekanntheit steigern.
Ende 1979 fand die offizielle Gründung von Witchfinder General statt. Ihren Namen bezog die Gruppe aus dem Horrorfilm Der Hexenjäger (Originaltitel: Witchfinder General) aus dem Jahr 1968. Im Dezember 1980 wurde die Veröffentlichung einer Single namens Invisible Hate bei dem Label WFG angekündigt, was jedoch nie passierte. Weihnachten 1980 verließ der damalige Bassist Johnny Fisher die Besetzung und wurde 1981 durch Kevin „Toss“ McCready ersetzt. Daraufhin erreichte die Gruppe 1981 einen Plattenvertrag bei Heavy Metal Records. Im Anschluss begann die Band mit den Aufnahmen der ersten Single für das damals frisch gegründete Label. Bei den Aufnahmen entstanden vier bis fünf Einspielungen, von denen es Satan’s Children und Burning a Sinner auf die Single schafften. Im Nachhinein äußerte sich Zeeb Parkes kritisch zu den Aufnahmen, da die Band zu unerfahren im Studio gewesen und zudem der Bass stark verzerrt worden sei. Die Aufnahmen hierzu hatten in den Ginger Studios in Aldridge stattgefunden. Die Single erschien im September desselben Jahres. Um den Tonträger zu bewerben, folgten weitere lokale Auftritte. Das bei den Aufnahmen ebenfalls entstandene Lied Rabies wurde für den Heavy-Metal-Records-Sampler Heavy Metal Heroes verwendet. In der zweiten Hälfte des Jahres 1982 schloss sich die EP Soviet Invasion an, auf der neben dem gleichnamigen Lied erneut Rabies sowie eine Live-Version des Liedes R.I.P. enthalten sind. Auch hier zeigte sich Parkes mit dem Aufnahmeresultat nicht zufrieden, wenngleich er dieses besser als das von Burning a Sinner fand. Die Aufnahmen hierzu hatten Ende 1981 erneut in den Ginger Studios stattgefunden. Steve „Kid Rimple“ Kinsell war hierbei als neuer Schlagzeuger vertreten. Bei R.I.P. spielte die Gruppe das Lied so, wie sie es auch live spielen würden. Die Publikumsgeräusche wurden erst später als Tonspur eingefügt. Diese Methode wurde gewählt, da die Band keine Zeit mehr hatte, eine richtige Studioaufnahme anzufertigen.
Die Veröffentlichung des Tonträgers fand einige Monate, nachdem das Debütalbum bereits aufgenommen worden war, statt. Die Besetzung des Schlagzeugs und des Basses hatte sich mittlerweile erneut geändert. Bei den Aufnahmen zum Debütalbum war Graham Ditchfield als Schlagzeuger beteiligt. Die Aufnahmen fanden über einen Zeitraum von drei Tagen im Mai 1982 mit dem Saxon-Produzenten Pete Hinton in den Metro Studios in Mansbury statt. Da sich bis zu diesem Zeitpunkt noch kein passender Bassist gefunden hatte, übernahm Cope hierbei zusätzlich auch den Bass und wurde unter dem Pseudonym „Woolfy Trope“ aufgeführt. Zeeb zeigte sich mit der Aufnahmequalität erstmals wirklich zufrieden. Das Album erschien 1982 unter dem Namen Death Penalty, mit einem umstrittenen Cover, das verboten wurde. Es zeigt ein gestelltes Opferritual einer leicht bekleideten Frau, die durch das Model Joanne Latham verkörpert wurde, der die Kehle durchgeschnitten wird. Die Bandmitglieder stehen als Hexenjäger, Landsknecht, Mönch und Beichtvater „stilecht kostümiert“ in der Szene. Das Cover war eines der ersten, das in Deutschland von der Bundesprüfstelle für jugendgefährdende Medien indiziert wurde. Es wird angenommen, dass das Albumcover mit Absicht provokant gestaltet wurde, worauf auch der Werbeslogan „Get this album before it’s banned.“ hinwies. Das Album wurde allerdings nur einigermaßen gut verkauft.
1982 wurden keine Auftritte abgehalten. Neue Tonträger veröffentlichte die Gruppe hingegen nicht und war nur mit dem alten, aber bisher unveröffentlichten, Lied Free Country auf Heavy Metal Heroes Volume II zu hören. Nach den Aufnahmen kam Rod „Corks“ „Hawk Eye“ Hawkes als Bassist zur Band. Der Schlagzeuger Ditchfield verließ die Band, war jedoch noch bei späteren Aufnahmen als Gastschlagzeuger zu hören. Im März 1983 nahm die Band das zweite Album Friends of Hell innerhalb von zwei Wochen in den Horizon Studios in Coventry mit dem Produzenten Robin George auf. Das Album erschien noch im selben Jahr, war jedoch weniger erfolgreich als der Vorgänger. Die Absicht, die beim ersten Album erreichte Provokation durch mehrere nackte Mädchen auf dem Cover noch zu steigern, zeigte keine Wirkung.
Der Veröffentlichung folgte eine Tour, bei der Derm „Derm the Germ“ Redmond als Schlagzeuger beteiligt war. Noch im selben Jahr folgte die Single Music mit dem Lied Last Chance als B-Seite. 1984 schrieb die Band an einem neuen Album, das jedoch nicht vollendet werden konnte, da sich die Band im Sommer desselben Jahres auflöste. Bis zu diesem Zeitpunkte konnte die Band nie außerhalb Englands spielen.
1990 war das Lied Witchfinder General auf dem Sampler New Wave of British Heavy Metal '79 Revisited von Lars Ulrich zu hören. 2006 veröffentlichte Nuclear War Now! Productions Live '83, das aus alten Live-Aufnahmen besteht. Bei der Erstpressung der CD-Version gab es Störungen der Abspielgeschwindigkeit bei einzelnen Titeln. Im selben Jahr fand sich die Band neu zusammen und veröffentlichte 2008 das Album Resurrected. Neben dem neuen Sänger Gary „Gaz“ Martin besteht die Band hierauf aus dem Bassisten Hawkes, dem Gitarristen Cope und dem Schlagzeuger Redmond.  In der Zwischenzeit war 2007 die Kompilation Buried Amongst the Ruins erschienen, die aus dem Liedmaterial von Burning a Sinner und Soviet Invasion sowie vier Live-Liedern aus dem Jahr 1981 besteht.

## Stil
Malc Macmillan stellte in The N.W.O.B.H.M. Encyclopedia fest, dass die Band zu ihrer Zeit, als sie aktiv war, kaum Beachtung fand und erst rückblickend bedeutender gewesen sei. Witchfinder General sei durch eine andere regionale Band namens Earth (die späteren Black Sabbath) beeinflusst worden. Die Band habe eine Vorliebe für Horrorfilme, was am Bandnamen ersichtlich sei. Man setze auf eine gothic-artige Symbolik und die Texte seien makaber. Auf Burning a Sinner könne man Gemeinsamkeiten zu Pentagram und Saint Vitus heraushören. Auf dem gleichnamigen Lied der EP Soviet Invasion habe man sich von der Horrorfilmthematik wegbewegt. Die Texte auf Death Penalty seien grotesk. Das Cover suggeriere, dass die Lieder dunkle Themen behandeln würden. Dies sei jedoch bei den meisten Liedern nicht der Fall. Sie seien meist zu heiter, um als reiner Doom Metal zu gelten. Die Band sei eine Doom-Metal-Band vergleichbar mit Desolation Angels, Pagan Altar, Demon und Angel Witch. Friends of Hell ähnele dem Debütalbum, nur dass die Band nun etwas variabler sei. Das Cover stelle eine Gruppe Frauen auf einem Friedhof dar, die von den Bandmitgliedern bedroht werden würden. Die Thematik der Texte würde nun vom Pfad des Okkultismus abweichen. Zudem widme man sich stärker der traditionellen New Wave of British Heavy Metal, sodass gelegentlich Gemeinsamkeiten zu Bands wie Satan, Kraken und Blitzkrieg hörbar seien. Das Album sei jedoch noch weniger ein Doom-Metal-Album als der Vorgänger.
Matthias Mader stellte im Buch NWoBHM New Wave of British Heavy Metal The glory Days fest, dass die Band ähnlich wie Black Sabbath in der Ozzy-Osbourne-Ära klingt. Scott Weinrich gebe die Band häufig als einen seiner größten Einflüsse an. Auch The International Encyclopedia of Hard Rock and Heavy Metal und Neil Jeffries in Kerrang! The Direktory of Heavy Metal bemerkten klangliche Gemeinsamkeiten zu Black Sabbath. Daniel Bukszan befand in The Encyclöpedia öf Heavy Metal, dass die Band 100 Prozent puren Doom Metal spielt und die beiden Alben Klassiker des Genres seien. Die Gruppe sei ein großer Einfluss für spätere Bands des Genres gewesen, wohingegen sie zu ihrer Zeit, als sie aktiv war, kaum Beachtung gefunden habe. Eduardo Rivadavia von Allmusic merkte an, dass Witchfinder General kaum wichtig für die New Wave of British Heavy Metal war, dafür ein sehr wichtiger früher Einfluss für Doom-Metal-Bands. Auch er hörte einen starken Black-Sabbath-Einfluss heraus. In einem Interview auf witchfindergeneral.net gab Cope Black Sabbath und Tony Iommi als Einflüsse an. Die Texte der Band seien allesamt von Zeeb Parkes geschrieben worden.
Auch Martin Popoff schrieb in The Collector’s Guide of Heavy Metal Volume 2: The Eighties der Band eine Pionierrolle im Doom Metal zu. Er verglich die Musik auf Death Penalty mit den frühen Werken von Black Sabbath. Zudem seien auch Parallelen zu Diamond Head hörbar. Friends of Hell klinge wie eine Mischung aus dem selbstbetitelten Album von Black Sabbath sowie Master of Reality und Mob Rules. Die Musik klinge deprimierend wie der Vorgänger, mit Gesang der an den frühen Ozzy Osbourne erinnere. Neben Trouble und später auch Cathedral sei Witchfinder General die einzige Band, die an die frühen Black Sabbath herankomme.
Garry Sharpe-Young merkte in A-Z of Doom, Gothic & Stoner Metal an, dass die Band von den damaligen Rezensenten oft abgelehnt wurde, da die damaligen Ähnlichkeiten zu Black Sabbath zu stark gewesen seien. Markus Müller vom Rock Hard ordnete in seiner Rezension zu Soviet Invasion den Stil ebenfalls dem Doom Metal zu. Witchfinder General sei ein großer Einfluss für viele Bands gewesen. So hätte Saint Vitus auf einem Textblatt, das der US-amerikanischen Veröffentlichung ihres Debütalbums beigelegt war, Witchfinder General als Vorbild angegeben. Auf der EP sei das Doom-Metal-lastigste Material der Gruppe zu hören. Jens Schmiedeberg vom Metal Hammer gab über das gleichnamige Lied auf Music an, dass dies düster sei, aber nicht auf Melodiösität verzichte. Das Lied auf der B-Seite, Last Chance, sei „finster und schwerfällig, jedoch nicht ohne den nötigen Drive und Black Sabbath-Anleihen“. Eine Ausgabe später rezensierte Schmiedeberg Friends of Hell und gab auch eine Ähnlichkeit zu den frühen Black Sabbath an. Von den Liedern des Albums falle nur Music leicht kommerziell aus. Das Album sei geprägt durch häufige Tempowechsel. Auch Reverend Bizarre gibt Witchfinder General als Einfluss an.
Reto Wehrli schreibt in seinem Buch Verteufelter Heavy Metal über die Skandale der modernen Musikgeschichte: „Musikalisch beschränkte sich der Vierer darauf, sein erklärtes Vorbild Black Sabbath zu plagiieren (inklusive des Ozzy-Osbourne-Jammertonfalls im Gesang), was seinen Niederschlag auch in satanistisch gemeinten, aber oftmals nur dümmlich wirkenden Texten fand. […] Trotz der formalen Schwächen übte dieses Material Jahre später einen gewissen Einfluss auf die neu aufkeimende Stilrichtung des Doom Metal aus.“

## Diskografie

### Alben
- 1982: Death Penalty (Heavy Metal Records)
- 1983: Friends of Hell (Heavy Metal Records)
- 2008: Resurrected (Buried by Time and Dust Records)

### Live-Alben und Kompilationen
- 2006: Live ‘83 (Live-Album, Nuclear War Now! Productions)
- 2007: Buried Amongst the Ruins (Kompilation, Nuclear War Now! Productions)
- 2010: Death Penalty / Friends of Hell (Box-Set, Buried by Time and Dust Records)

### Singles und EPs
- 1981: Burning a Sinner (Single, Heavy Metal Records)
- 1982: Soviet Invasion (EP, Heavy Metal Records)
- 1983: Music (Single, Heavy Metal Records)

### Sampler-Beiträge
- 1981: Rabies auf Heavy Metal Heroes (Heavy Metal Records)
- 1982: Free Country auf Heavy Metal Heroes Volume II (Heavy Metal Records)
- 1985: Friends of Hell auf Metal Inferno (Castle Communications)
- 1986: Friends of Hell auf Metal Killers Kollection II (Castle Communications)
- 1990: Witchfinder General auf New Wave of British Heavy Metal '79 Revisited (Phonogram)
- 1991: Music auf N.W.O.B.H.M. (Heavy Metal)
- 1995: Music auf Give ’Em Hell (Nectar Masters)